# كيفانج كاسبالي
كيفانج كاسبالي (بالتركية: Kıvanç Kasabalı)‏ (من موليد 24 فبراير 1975 في إسطنبول) هو عارض أزياء وممثل تركي، اشتهر بأدواره في العديد من المسلسلات التلفزيونية، أبرزها *ندى العمر* الذي عرض بين عامي 2009 و2010 حيث قام بدور المحامي علي. كما شارك في مسلسل الأوراق المتساقطة الذي زاد من شهرته على الساحة الفنية. إلى جانب مسيرته الفنية، هو زوج الممثلة وعارضة الأزياء سيديف إيفيتشي، التي تعد أيضا من الشخصيات المعروفة في الوسط الفني التركي.

## وصلات خارجية
- كيفانج كاسبالي على موقع IMDb (الإنجليزية)
- كيفانج كاسبالي على موقع قاعدة بيانات الفيلم (الإنجليزية)